# 安德羅馬庫斯
安德羅馬庫斯（前三世紀人物），是塞琉古帝國建立者塞琉古一世的孫子，阿凱夫斯的兒子，同時也是塞琉古二世王后勞迪絲二世的兄弟，安德羅馬庫斯他有一子也叫阿凱夫斯。
在塞琉古帝國與托勒密王國托勒密三世作戰期間，他被俘擄。當托勒密三世於前221年逝世時，他還在埃及當俘虜，自從他的兒子阿凱夫斯展現出他相當擔憂他父親的安危後，使托勒密四世的大臣索西比烏斯認為安德羅馬庫斯很有政治上的價值。索西比烏斯很可能在阿凱夫斯還未叛離塞琉古帝國前，就以安德羅馬庫斯為籌碼，要阿凱夫斯叛離他的國王。然而，在阿凱夫斯尚未與托勒密王國定下協定前，阿凱夫斯就因其他因素發動叛變，這讓埃及更沒有理由放掉安德羅馬庫斯。
約於前220年，羅德島人代表阿凱夫斯開始積極施壓托勒密王國釋放安德羅馬庫斯，使這個情況開始改變。羅德島人並不是因為好心而介入此事，這是因為羅德島當時正與拜占庭交惡，而拜占庭希望阿凱夫斯可以支持他們對抗羅德島和其盟友，羅德島為了阻止拜占庭的計畫，而企圖利用安德羅馬庫斯釋放一事來獲取阿凱夫斯的友好。儘管之前羅德島人就曾經跟托勒密王國建議釋放安德羅馬庫斯，但並沒有強烈施壓，然而這次他們堅持要求釋放。起初托勒密王國拒絕釋放安德羅馬庫斯，在思量後，釋放了安德羅馬庫斯，藉由羅德島人的幫助下，安德羅馬庫斯與他兒子阿凱夫斯團聚，在這之後安德羅馬庫斯便沒出現在史書中了。

## 腳註
1. ↑  波利比烏斯, iv. 51 （页面存档备份，存于）,  viii. 22 （页面存档备份，存于）
2. ↑  波利比烏斯.,  iv. 51 （页面存档备份，存于）

## 來源
- Bevan, Edwyn R.; The House of Ptolemy, 倫敦, (1927), chapter 7 （页面存档备份，存于）
- 波利比烏斯,  Histories （页面存档备份，存于）, Evelyn S. Shuckburgh (譯者), 倫敦 - 紐約, (1889)
- 威廉·史密斯，《希腊羅馬的神話和傳記辭典》, , "Andromachus (4)" （页面存档备份，存于）, 波士頓, (1867)